# Студенка (приток Стрыпы)
Студенка (устар. Тудынка) — река на Украине, протекает по территории Тернопольского района Тернопольской области. Правый приток реки Стрыпа (бассейн Днестра).
Берёт начало из источников около села Викторовка. Впадает в Стрыпу в селе Надречное.
Долина трапециеподобная, неглубокая, шириной 0,2-0,3 км. Пойма шириной до 100 м, местами заболоченная. Русло слабоизвилистое, шириной до 5-6 м. Уклон реки 2,2 м/км. Питание смешанное. Замерзает в начале декабря, вскрывается в марте. Используется для хозяйственных нужд.
В долине Студенки между сёлами Росоховатец и Раковец расположен Семиковский гидрологический заказник общегосударственного значения.